# Пісня про зубра
«Пісня про зубра» — «Carmen de statura feritate ac venatione bisontis» («Пісня про вигляд, лють зубра та полювання на нього») — поема білоруського поета-латиніста епохи Відродження Миколи Гусовського. Перший великий поетичний твір, написаний латиною для західнослов'янського читача.
Поема вважається неперевершеною в епічному відображенні Білорусі та білоруського народу до появи поеми Адама Міцкевича «Пан Тадеуш».

## Історія створення поеми
Микола Гусовський написав цю поему 1522 року, коли перебував у Римі в рамках дипломатичної місії Великого князівства Литовського. Робота написана латинською мовою на замовлення папи Лева X Медічі, який хотів дізнатись більше про Велике князівство Литовське та незвичайного звіра — зубра, який бродив там у лісі. Син лісника великого князя, Микола Гусовський, зі знанням справи детально описав вигляд, звички та поведінку зубра, а також полювання на нього. Однак Микола Гусовський не був би справжнім поетом, якби зупинився лише на цьому. Поема стала піснею про землю та народ, роздуми про долю Батьківщини, про її місце на шляхах історії.

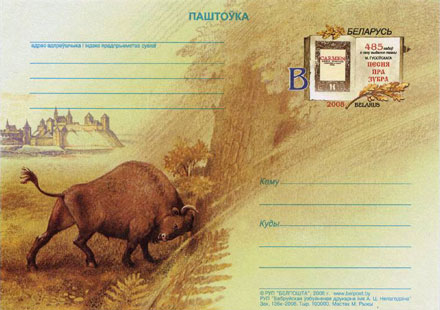
Листівка з оригінальною маркою, присвячена 485-річчю поеми

Поему вперше опубліковано в Кракові 1523 року як частину збірки, що складається з однойменної поеми, 11 віршів та прозаїчної посвяти королеві Бонні Сфорці.

## Сюжет
У поемі чітко видно патріотичний заклик до єдності та дружби різних за вірою та культурою європейських народів, що стикаються з загрозою турецької та татарської навали, прославлення вільної та мужньої людини, ідею патріотизму та антивоєнного пафосу, відносини між людським суспільством та природою, відносини між державами.

У своїй поемі автор намагався представити погляд на свою батьківщину. Він прагнув прославити все, що пов'язане в його свідомості із зображенням рідного краю, його красою та унікальністю. Він описує білоруські ліси, багаті своїми дарами (ягоди, мед, куниця). Як зазначив Віктор Дарашкевич: 
|  | Для Гусовського природа — національний скарб і джерело здоров'я, задоволення, виховання високих патріотичних та естетичних почуттів. Оригінальний текст (біл.) Для Гусоўскага прырода — усенародны здабытак і крыніца здароўя, радасці, выхавання высокіх патрыятычных і эстэтычных пачуццяў |

Гусовський, крім опису краси білоруської природи, демонструє забобони свого народу (віру у відьом, русалок), соціальну пасивність та покірність долі.
Одним із головних героїв поеми є її центральний образ — князь Вітовт. Його автор представляє його як ідеального правителя, справжнього патріота, вірного традиціям, правдивого та справедливого, великого главу держави.

## Пам'ять
25 вересня 2008 року, в 485-ту річницю першої публікації поеми «Пісня про зубра», в Білорусі було видано однобічну листівку з оригінальним штампом.
Мінський рок-гурт «Сузор'є» 2008 року випустив музичний альбом «Пісня про зубра». Білоруський гурт середньовічної музики «Старий Ольса» в альбомі «Verbum» (2002) записав пісню на слова Миколи Гусовського «Пісня про зубра».

## Переклади
Є 3 переклади поеми на білоруську мову: Язепа Семяжона, Наталії Арсеньєвої та Володимира Шатона. 2007 року видавництво «Мастацкая літаратура» перевидало переклад Язепа Семяжона.
Повний українській переклад був зроблений Андрієм Содоморою та виданий у 2007 році.

## Екранізації
1982 року кіностудія «Білорусьфільм» випустила однойменний анімаційний фільм.